# Грінсбург (Пенсільванія)
Грінсбург (англ. Greensburg) — місто (англ. city) в США, адміністративний центр округу Вестморленд штату Пенсільванія. Місто названо в честь Натаніеля Гріна, генерал-майора Континентальної армії під час американської війни за незілежність. Населення складає 14 892 особи за переписом 2010 року.
Грінсбург розташований за 30 миль на південний схід від Піттсбурга, є провідним діловим, академічним, туристичним та культурним центром у Західній Пенсільванії.

## Географія
Грінсбург розташований за координатами 40°18′41″ пн. ш. 79°32′40″ зх. д. / 40.31139° пн. ш. 79.54444° зх. д. (40.311251, -79.544399). За даними Бюро перепису населення США в 2010 році місто мало площу 10,50 км², уся площа — суходіл.

## Демографія
Згідно з переписом 2010 року, у місті мешкали 14 892 особи в 6761 домогосподарстві у складі 3414 родин. Густота населення становила 1418 осіб/км². Було 7509 помешкань (715/км²).
Расовий склад населення:
| - 91,3 % — білих - 4,8 % — чорних або афроамериканців - 0,8 % — азіатів - 0,2 % — корінних американців |

До двох чи більше рас належало 2,5 %. Частка іспаномовних становила 1,5 % від усіх жителів.
За віковим діапазоном населення розподілялося таким чином: 17,9 % — особи молодші 18 років, 64,4 % — особи у віці 18—64 років, 17,7 % — особи у віці 65 років та старші. Медіана віку мешканця становила 40,2 року. На 100 осіб жіночої статі у місті припадало 84,5 чоловіків; на 100 жінок у віці від 18 років та старших — 79,8 чоловіків також старших 18 років.
Середній дохід на одне домашнє господарство становив 52 376 доларів США (медіана — 36 316), а середній дохід на одну сім'ю — 73 221 долар (медіана — 57 905). Медіана доходів становила 42 485 доларів для чоловіків та 35 420 доларів для жінок. За межею бідності перебувало 21,9 % осіб, у тому числі 36,0 % дітей у віці до 18 років та 8,3 % осіб у віці 65 років та старших.
Цивільне працевлаштоване населення становило 6718 осіб. Основні галузі зайнятості: освіта, охорона здоров'я та соціальна допомога — 31,0 %, роздрібна торгівля — 13,0 %, виробництво — 11,1 %, мистецтво, розваги та відпочинок — 10,0 %.

## Міста-побратими
- — (Беліз)
- — Черчемаджоре (Італія)

## Галерея

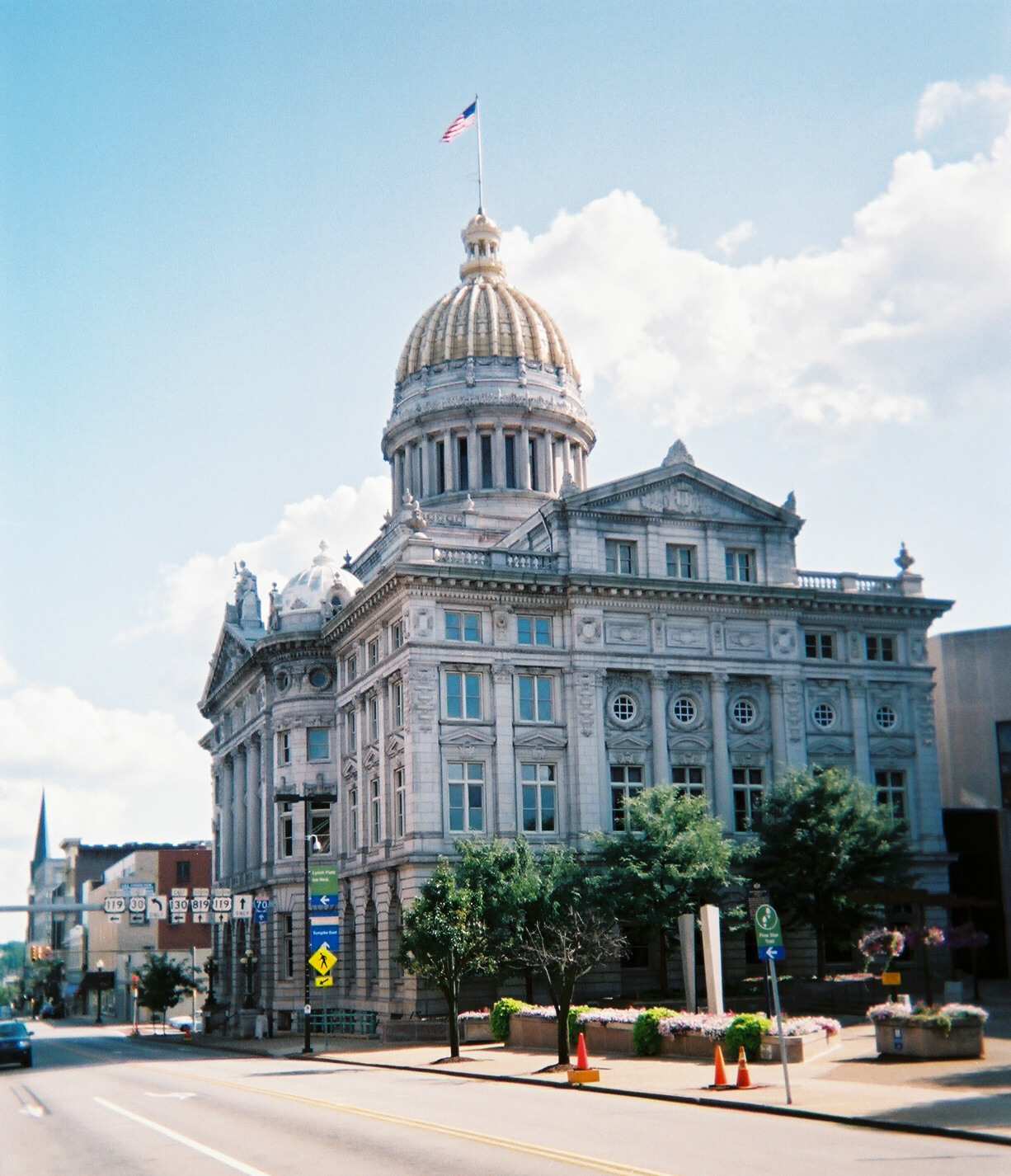
Суд округу Вестморленд
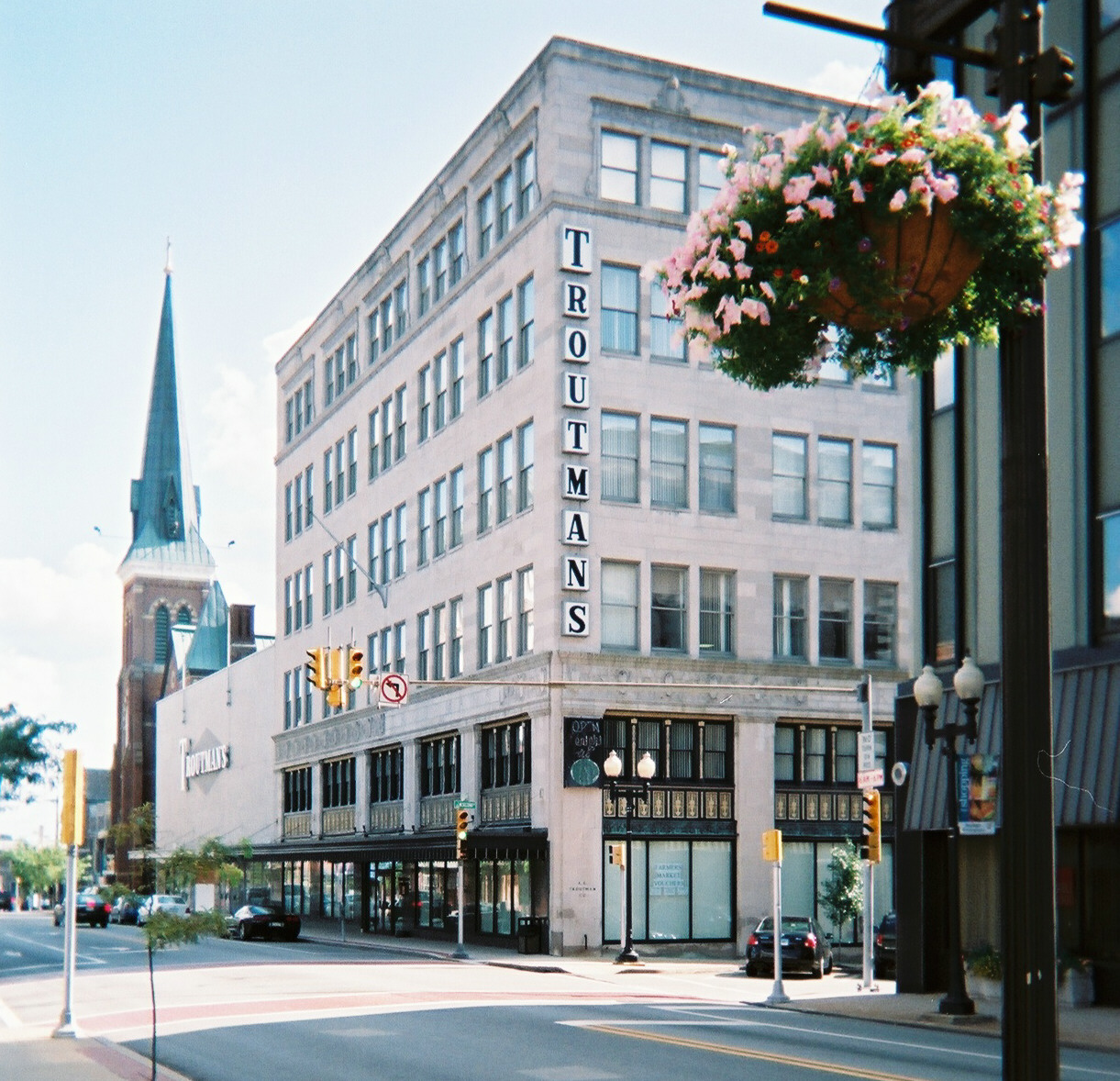
Універмаг на Саут-мейн-стріт
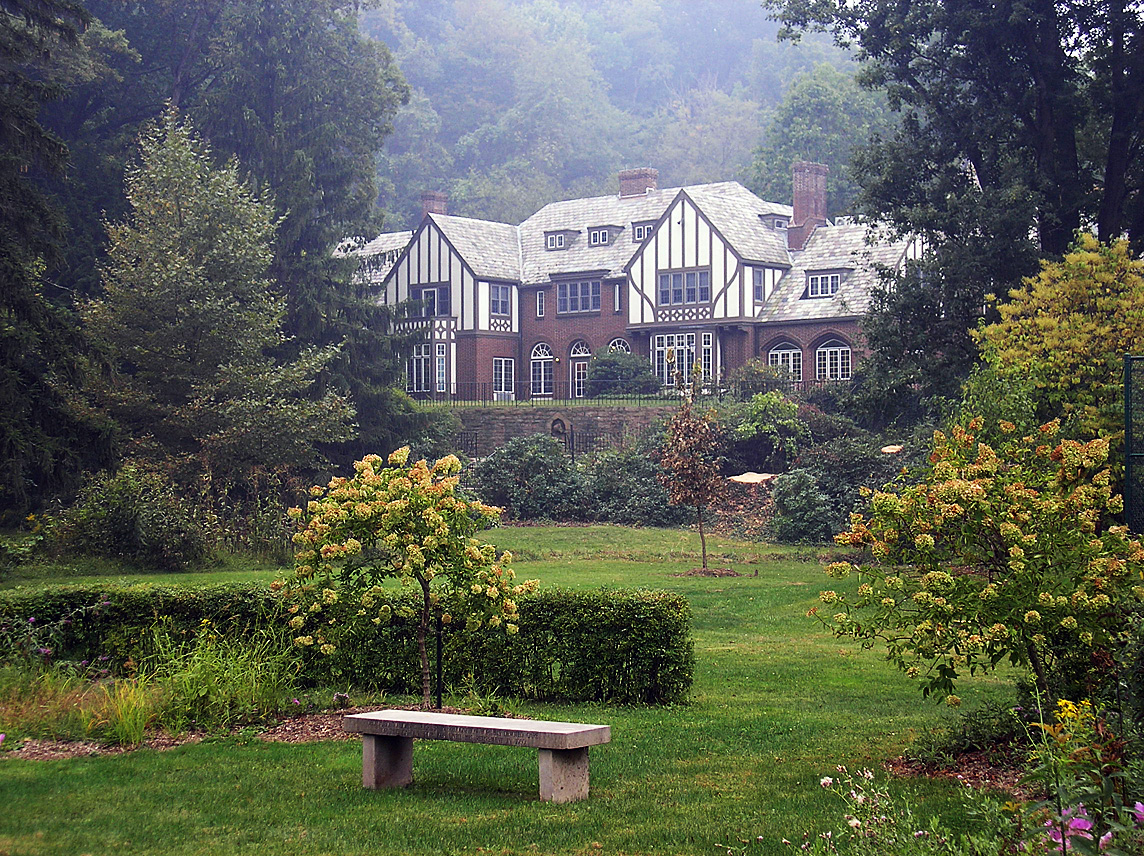
Університет Піттсбурга в Грінсбурзі
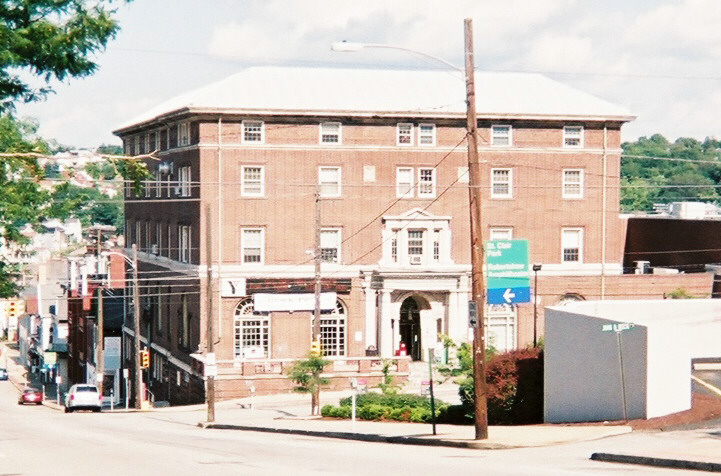
Християнська асоціація для юнаків
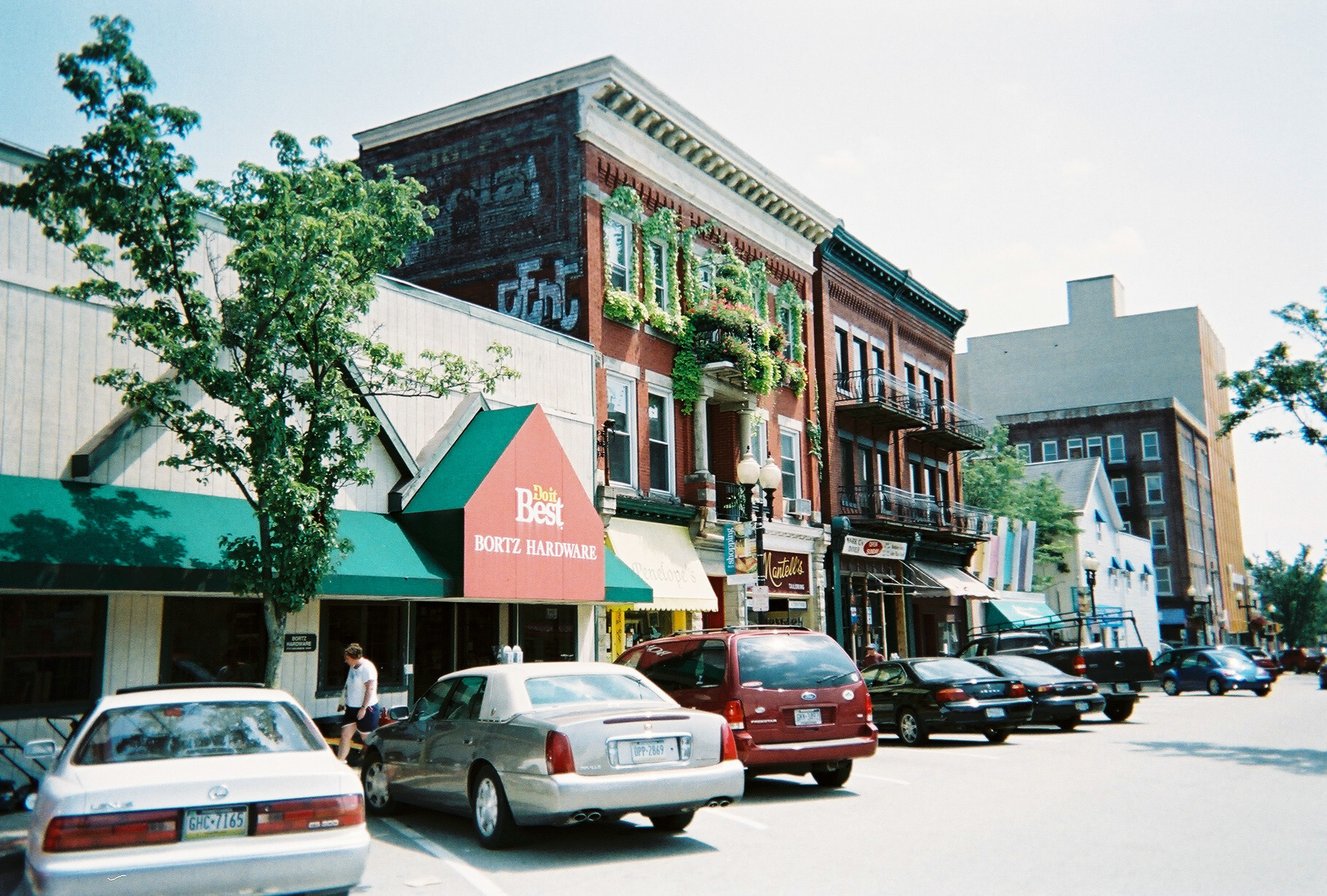
Південна Пенсільванія-Авеню